# Послание в бутылке (фильм)
«Послание в бутылке» (англ. Message in a Bottle) — фильм 1999 года режиссёра Луиса Мандоки, экранизация одноимённого романа Николаса Спаркса.

## Сюжет
Разведённая мать-одиночка, журналистка, как-то отдыхая на побережье и занимаясь по утрам бегом трусцой, находит на берегу закупоренную бутылку с очень личным письмом, обращённым к неизвестной Кэтрин. Признания в любви столь искренни и романтичны, что она решает во что бы то ни стало разыскать отправителя послания. Когда она находит отправителя бутылки, то узнаёт, что Кэтрин — это жена Гаррета, умершая два года назад. После того как Тереза провела пару дней с Гарретом, она влюбилась в него, и он понял, что после тяжёлой утраты всё-таки сможет полюбить во второй раз.

## В ролях
| Актёр          | Роль           |
| -------------- | -------------- |
| Кевин Костнер  | Гаррет Блейк   |
| Робин Райт     | Тереза Осборн  |
| Пол Ньюман     | Додж Блейк     |
| Джон Сэвидж    | Джонни Лэнд    |
| Иллеана Дуглас | Лина Пол       |
| Робби Колтрейн | Чарли          |
| Джесси Джеймс  | Джейсон Осборн |
| Розмари Мерфи  | Хелен          |
| Бетел Лесли    | Марта Лэнд     |
| Том Элдридж    | Хэнк Лэнд      |
| Вивека Дэвис   | Элва           |